# Славковичский сельсовет
Сла́вковичский сельсовет (бел. Слаўкавіцкі  сельсавет) — административно-территориальная единица Глусского района Могилёвской области Республики Беларусь.

## Географическое положение
На территории сельсовета расположены СПК "Колхоз «Славгородский», КФХ «Габрусь», КФХ «Марус» и КФХ «Притуленко», Славковичское лесничество, 22 объекта социально-культурной сферы.
Граничит с Клетненским, Катковским сельсоветами (Глусский район) Лясковичским сельсоветом (Октябрьский район), Загальским сельсоветом (Любаньский район).
Административный центр сельсовета — агрогородок Заелица расположен на расстоянии 22 км от Глуска.

## Население
- 1999 год — 1674 человека
- 2010 год — 1274 человека

На 2011 год количество населения — 1289, из них: несовершеннолетних — 279, трудоспособных — 691, нетрудоспособных — 319. Подворьев — 638.

## Состав
Включает 20 населённых пунктов:
- Амур — деревня.
- Байлюки — деревня.
- Барбарово — деревня.
- Бережки — деревня.
- Бояново — деревня.
- Войтехово — деревня.
- Городище  — деревня.
- Заелица — агрогородок.
- Заря — посёлок.
- Зорька — деревня.
- Клетное — агрогородок.
- Красный — посёлок.
- Малиново — деревня.
- Малково — деревня.
- Ново-Андреевка — деревня.
- Погорелое — деревня.
- Пятенка — деревня.
- Славковичи — деревня.
- Стяг — деревня.
- Чапаево — деревня.

После упразднения 20 ноября 2013 года Клетненского сельсовета в состав Славковичского сельсовета были переданы: агрогородок Клетное; посёлки Заря и Красный; деревни Байлюки, Барбарово, Бережки, Бояново, Войтехово, Малиново, Ново-Андреевка, Погорелое, Пятенка.
13 апреля 2018 года в состав Славковичского сельсовета из Хвастовичского передана деревня Городище.